# ستيوارت هايسلر
ستيوارت هايسلر (بالإنجليزية: Stuart Heisler)‏ هو كاتب سيناريو ومونتير ومخرج أمريكي، ولد في 5 ديسمبر 1896 في لوس أنجلوس في الولايات المتحدة، وتوفي بنفس المكان في 21 أغسطس 1979.

## وصلات خارجية
- ستيوارت هايسلر على موقع IMDb (الإنجليزية)
- ستيوارت هايسلر على موقع الموسوعة البريطانية (الإنجليزية)
- ستيوارت هايسلر على موقع ألو سيني (الفرنسية)
- ستيوارت هايسلر على موقع تيرنر كلاسيك موفيز (الإنجليزية)
- ستيوارت هايسلر على موقع أول موفي (الإنجليزية)
- ستيوارت هايسلر على موقع قاعدة بيانات الأفلام السويدية (السويدية)
- ستيوارت هايسلر على موقع إن إن دي بي (الإنجليزية)
- ستيوارت هايسلر على موقع قاعدة بيانات الفيلم (الإنجليزية)
- ستيوارت هايسلر على موقع كينوبويسك (الروسية)